# Camal (Sagengestalt)
Camal mac Rágail, auch Camaal oder Camall, Sohn des Rágal (Riagall), ist eine Sagenfigur aus der keltischen Mythologie Irlands.
Camal wird in der Erzählung Cath Maige Tuired („Die Zweite Schlacht von Mag Tuired“) gemeinsam mit Gamal, Sohn des Figal, (einer Variation desselben Namens) als Türhüter der Tuatha de Danaan genannt. Als Lugh sich ihm als Zimmermann, Schmied, Athlet, Schwertmeister, Harfner, Beschützer, Dichter, Geschichtskenner, Satiriker und Künstler vorstellt, wird ihm von Camal der Beiname Samildánach („der Kunstfertige“) verliehen.